# Властелин мира (роман Жюля Верна)
«Властелин мира» (фр. Maître du monde) — научно-фантастический роман французского писателя Жюля Верна, написанный в 1904 году. Роман является одним из последних произведений писателя. В нём появляется герой Верна Робур-Завоеватель, ранее появлявшийся в одноимённом романе.

## Сюжет
В округе Скалистых гор происходят странные вещи. Жителей одной деревни тревожит гора, называющаяся «Орлиное гнездо». По ночам оттуда выходит пламя, а иногда земля содрогается от землетрясении. Однажды ночью жители услышали хлопанье крыльев в небе, и после этого всё успокоилось. Инспектора Строка отправляют на гору выяснить, что там происходит.
Полицейскому не удаётся проникнуть на гору, после чего начинают твориться еще более таинственные вещи: на дорогах и на воде появляется чудовищный аппарат неведомой мощности, владелец которого неизвестен, а инспектор начинает получать письма с угрозами. Владелец аппарата «Грозный» подписывается как «Властелин мира».
Инспектор Строк с полицейскими агентами пытается арестовать владельца «Грозного», но сам становится его пленником и свидетелем мощи нового устройства. Два миноносца решают догнать «Грозный» на озере, но судно взлетает над Ниагарским водопадом и уходит от погони. Выясняется, что таинственный создатель «Грозного» изобрел машину, которая может плавать под водой, как подводная лодка, по воде, как корабль, ездить по суше, как автомобиль и еще летать, как самолет. «Властелин мира» открывается инспектору Строку. Его настоящее имя — Робур.
Робур бросает вызов не только всему обществу, но и природе. Став заложником своих амбиций, Робур и его изобретение погибают от удара молнии.

## Грозный
Представляет собой вымышленную машину-амфибию Робура-Завоевателя, способную передвигаться в четырёх различных средах: по суше (как автомобиль), по воде (как катер), под водой (как подводная лодка) и по воздуху (как орнитоптер). Корпус металлический, веретенообразной формы, довольно узкий, у носа заостряется сильнее чем к корме, длина — 10 метров. По бокам расположены четыре спицевых колеса с толстыми шинами, спицам придана форма лопаток. Диаметр колёс равен 60 сантиметрам. Сверху расположены три люка, возле носа видна верхушка перископа. Продольно по обе стороны киля расположены две турбины Парсона. Крылья находятся по бокам, обычно они прижаты к бортам и расправляются лишь в полёте.
При этом сама концепция летающего автомобиля-амфибии была не нова и не оригинальна -  аналогичный, хотя более фантастический по своим возможностям автономности аппарат "Remember", так же собранный в США, описывал Луи Жаколио в своём романе "Пожиратели огня" ещё в 1887 году.

## История создания
Жюль Верн задумал роман ещё в 1890-х годах, однако тогда его привлекли достижения в области баллистики, и он отложил роман. Тогда он написал роман «Флаг родины», в котором описывается мощное оружие. «Властелин мира» был написан лишь в 1904 году. В нём появляется старый герой Верна Робур, однако, здесь он уже не гениальный учёный, цель которого — технический прогресс человечества, а диктатор, цель которого завоевать мир. Он осознал свою мощь и захотел использовать её против людей. В отличие от капитана Немо, который до конца жизни остаётся верен своей морали, Робур становится жертвой своего дара.